# Gerhard Feiler
Gerhard Feiler (6 de setembro de 1909 - janeiro de 1990) foi um comandante de U-Boot que serviu na Kriegsmarine durante a Segunda Guerra Mundial.